# Вилафранка Тирена
Вилафра̀нка Тирѐна (на италиански: Villafranca Tirrena, на сицилиански Bàusu, Баузу) е морско курортно градче и община в Южна Италия, провинция Месина, автономен регион и остров Сицилия. Разположено е на брега на Тиренско море. Населението на общината е 8658 души (към 2012 г.).